# Graham Webster

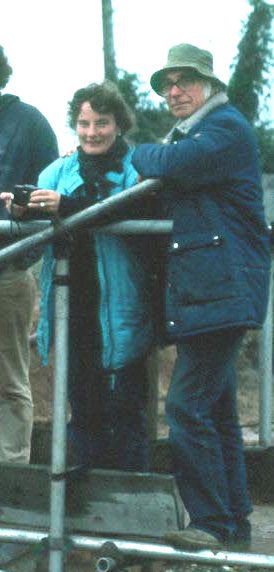
Graham Webster mit seiner Frau Diana 1984 in Wroxeter

Graham Webster, mit vollständigem Namen Graham Alexander Webster (* 31. Mai 1913 in Stamford, Lincolnshire; † 21. Mai 2001 in Sevenhampton, Wiltshire), war ein britischer Provinzialrömischer Archäologe, Bauingenieur und Hochschullehrer. Er gilt als eine der herausragendsten Persönlichkeiten der britischen Provinzialrömischen Archäologie des 20. Jahrhunderts.

## Leben und Werk
Graham Webster wurde 1913 in Stamford geboren, wo er schon während seiner Schulzeit ein ausgeprägtes Interesse für die römischen Hinterlassenschaften und die römische Vergangenheit Englands zeigte. Beruflich entschied er sich aber für eine Ausbildung und Karriere als Bauingenieur, zunächst in Peterborough, anschließend in Canterbury. Während des Zweiten Weltkriegs diente er beim Luftfahrtministerium, war dort mit dem Bau und der Wiederinstandsetzung von Flugplätzen beschäftigt und führte in diesem Zusammenhang auch archäologische Untersuchungen durch, insbesondere in den Städten Canterbury, dessen Bau- und Bodendenkmäler durch die Bombenangriffe der deutschen Luftwaffe im Jahr 1942 stark in Mitleidenschaft gezogen wurden, und Lincoln.
Nach Beendigung seiner Kriegsdienstpflicht war er im städtischen Ingenieurbüro Lincolns tätig und leitete die Ausgrabungen auf dem Gelände der Westgate School, wo die ersten Nachweise für das frühkaiserzeitliche Legionslager der Legio VIIII Hispana und der Legio II Adiutrix erbracht wurden, aus dem später die Lindum Colonia hervorgehen sollte. Ferner grub er den römischen Töpferofen in South Carlton und das Töpfereizentrum in dem Lincolner Vorort Swanpool aus. In Lincoln traf er mit Ian Archibald Richmond zusammen, der von Websters Enthusiasmus so beeindruckt war, dass er ihn für seine Ausgrabungen in den römischen Kastellen im schottischen Newstead (Trimontium) und am Hod Hill in Dorset engagierte. 1946 fand in Lincoln das Sommermeeting des Royal Archaeological Institutes statt, bei dem Webster zahlreiche Persönlichkeiten der britischen Archäologie kennen lernte, darunter Christopher und Jacquetta Hawkes sowie Philip Corder, mit dem ihn anschließend eine lebenslange Freundschaft verbinden sollte.
Websters wachsender Ruf auf dem Gebiet der provinzialrömischen Archäologie führte 1947 zu seiner Wahl zum Fellow der Society of Antiquaries of London und 1948 zu seiner Ernennung zum Kurator des Grosvenor Museums in Chester, in dem heute die römische Galerie nach ihm benannt ist. Neben seinem beruflichen Engagement fand er auch Zeit für das Studium der Provinzialrömischen Archäologie an den Universitäten von Birmingham und Manchester. 1954 wurde er zum Tutor für Archäologie am Department für außeruniversitäre Studien der University of Birmingham ernannt. Dort wurde er auch 1958 mit einer Arbeit über die römische Militärstrategie unter dem Statthalter Publius Ostorius Scapula promoviert, nachdem er bereits zuvor an der University of Manchester den Master erworben hatte. Mitte der 1950er Jahre begann Webster intensiver zu publizieren. So erschien 1956 mit The Roman army. An illustrated study gleichsam eine Vorarbeit zu seinem 1969 publizierten und mehrfach neu aufgelegten Standardwerk The Roman imperial army of the 1st and 2nd centuries A. D., das John J. Wilkes als einen Meilenstein der Archäologie bezeichnete. Von Mitte der 1950er bis Mitte der 1980er Jahre führte er eine Reihe bedeutender Ausgrabungen durch, insbesondere von 1961 bis 1979 im römischen Kastell am Whaddon Hill bei Beaminster in Dorset und in der Villa rustica im Barnsley Park, Gloucestershire. Vor allem aber grub er von 1955 bis 1985 in der verlassenen römischen Stadt Viroconium, dem ehemaligen Hauptort der Civitas der Kornen in Wroxeter bei Shrewsbury, die zu seiner bekanntesten Grabung wurde.
1980 wurde er von der Universität Birmingham zum Reader berufen. In seiner späten Schaffensperiode war Webster ein produktiver und erfolgreicher Autor, der eine Reihe von Büchern zu verschiedenen Aspekten des römischen Großbritanniens publizierte. Er war archäologischer Berater des Verlages Batsford Books, bei dem er die Veröffentlichung einer umfangreichen Zahl archäologischer Werke betreute. 1982 wurde er in Anerkennung seiner Verdienste zum Officer des Order of the British Empire (OBE) ernannt. Er war 1995 Mitgründer und erster Präsident der Association for Roman Archaeology (ARA) bis zu seinem Tode.
Webster war zweimal verheiratet. 1938 ehelichte er seine erste Frau, Margaret Baxendale, mit der er zwei Söhne, Antony und Terry hatte. Diese Ehe wurde später geschieden. 1968 heiratete er in zweiter Ehe die archäologische Illustratorin und Schriftstellerin Diana Bonakis. Graham Webster gilt als einer der Pioniere der Provinzialrömischen Archäologie und besaß den Ruf eines inspirierenden archäologischen Mentors, der bei allem eigenen Engagement stets bereit war, sowohl dem Experten als auch dem Neuling mit Rat und Tat beiseite zu stehen. Er wurde nach seinem Tode von einer ganzen Archäologengeneration als eine Persönlichkeit in Erinnerung gehalten, die sowohl mit ihrer Zeit als auch mit ihrer Freundschaft großzügig umgegangen war.

## Schriften (Auswahl)
- A short guide to the Roman inscriptions and sculpured stones in the Grosvenor Museum, Chester. Griffith, Chester 1950.
- The Roman army. An illustrated study. Grosvenor Museum, Chester 1956.
- The Roman military advance under Ostorius Scapula. In: The Archaeological Journal 115 (1958), S. 49–98.
- mit Donald R. Dudley: The Rebellion of Boudicca. Routledge & Paul, London 1962.
- Practical archaeology. An introduction to archaeological field-work and excavation. Black, London 1963; 2. Auflage (1974).
- mit Donald R. Dudley: The Roman conquest of Britain. A. D 43–57. Batsford, London 1965.
- The Roman imperial army of the 1st and 2nd centuries A. D. Black, London 1969, ISBN 0-7136-0934-6; 3. Auflage 1999.
- Viroconium, Wroxeter Roman city. Shropshire. HSMO, London 1973.
- The Cornovii. Duckworth, London 1975, ISBN 0-7156-0833-9.
- Boudica. The British revolt against Rome A.D. 60. Batsford, London 1978, ISBN 0-7134-1064-7.
- ’Rome against Caratacus. The Roman campaigns in Britain AD 48–58. Batsford, London 1981, ISBN 0-7134-3627-1; revised edition 1993.
- The British celts and their gods under Rome. Batsford, London 1986, ISBN 0-7134-0648-8.
- Standards and standard-bearers in the alae. In: Bonner Jahrbücher 186 (1986), S. 105–115 (Digitalisat).
- Celtic religion in Roman Britain. Barnes & Noble, Totowa (NJ) 1987, ISBN 0-389-20686-5.
- Fortress into city. The consolidation of Roman Britain first century AD. Batsford, London 1988, ISBN 0-7134-5518-7.
- Archaeologist at large. Batsford, London 1991, ISBN 0-7134-6803-3.
- mit Philip Barker: Wroxeter Roman city. Shropshire. English Heritage, London 1991, ISBN 1-85074-347-9.
- The Cornovii. Überarbeitete Ausgabe, Stroud, Sutton 1991, ISBN 0-86299-877-8.
- Boudica. The British revolt against Rome A.D. 60. Überarbeitete Ausgabe, Batsford, London 1993, ISBN 0-7134-7255-3.
- The Roman invasion of Britain. Revised edition 1993, Batsford, London 1993, ISBN 0-7134-7253-7; Nachdruck Routledge, London & New York 1999, ISBN 0-415-21828-4.